# Грандо, Габриэл
Габриэл Аместер Грандо (порт. Gabriel Hamester Grando; родился 29 марта 2000) — бразильский футболист, вратарь клуба «Гремио».

## Клубная карьера
Воспитанник футбольной академии «Гремио», за которую выступал с 2014 года. 20 мая 2021 года дебютировал за «Гремио» в Южноамериканском кубке в матче против венесуэльского клуба «Арагуа». 24 июня 2021 года дебютировал в бразильской Серии A в матче против «Сантоса».

## Карьера в сборной
В ноябре 2021 года получил вызов в сборную Бразилии на матчи отборочного турнира к чемпионату мира против сборных Колумбии и Аргентины.